# Evangelische Elisabeth Klinik
Die Evangelische Elisabeth Klinik ist ein Krankenhaus der Grund- und Regelversorgung mit Rettungsstelle. Es liegt in der Lützowstraße 26 im Berliner Ortsteil Tiergarten. Das Haus umfasst Kliniken für Innere Medizin, Allgemein-, Viszeral- und Laserchirurgie, Orthopädie und Unfallchirurgie sowie Plastische Chirurgie und Handchirurgie.
Die Evangelische Elisabeth Klinik besteht seit 1837 und ist das zweitälteste Krankenhaus Berlins sowie das erste evangelische Krankenhaus der Hauptstadt. Über 100 Jahre in der Hand der Diakonissen, gehört das Haus seit 1969 zur Paul Gerhardt Diakonie. Der Träger fusionierte am 11. Juni 2019 mit dem Evangelischen Johannesstift zur Johannesstift Diakonie gAG. In den letzten Jahren erreichte man mit der Behandlung transidenter und transsexueller Menschen Bekanntheit. Die Evangelische Elisabeth Klinik dient der Charité als akademisches Lehrkrankenhaus.

## Geschichte
1833 gründete der Theologe Johannes Gossner einen Verein zur Unterstützung Not leidender Frauen. Ärmere Menschen hatten nicht immer Zugang zu medizinischer Versorgung und wurden zunächst in angemieteten Wohnungen untersucht und behandelt. 1837 legte Gossner schließlich den Grundstein für das erste evangelische Krankenhaus der Stadt. Dieses ist nach Elisabeth Ludovika von Bayern benannt: Die Königin von Preußen war 1830 in die Evangelische Kirche eingetreten und unterstützte Gossners Vorhaben mit einer Spende. Gossners Verein kaufte einen Bauplatz vor dem Potsdamer Tor am Landwehrkanal, wo sich noch heute die Klinik befindet. Dort wurde ein vergleichsweise moderner Neubau mit einer Badeanstalt, Wäscherei und Dampfmaschine errichtet.
Die ersten männlichen Patienten der Evangelischen Elisabeth Klinik waren verwundete Soldaten aus dem Preußisch-Deutschen Krieg von 1866. Der Erste Weltkrieg hatte kaum Auswirkungen auf den Betrieb. Im Verlauf des Zweiten Weltkriegs wurde die Klinik mit ihren Bettenhäusern, der Krankenpflegeschule sowie einer Kirche auf dem Gelände fast vollständig zerstört. Der Wiederaufbau des Haupthauses dauerte bis zum Jahr 1952. Um neben Neubauten auf dem Gelände zusätzliche Kapazitäten für Patienten zu schaffen, erwarb man Mitte der 1950er Jahre einen Altbau am Schöneberger Ufer.
In den ersten Jahren übernahmen die Diakonissen die Pflege der Kranken. Außerdem waren sie für die Verwaltung und Hauswirtschaft zuständig. Nach Kriegsende hatte die Lebens-, Glaubens- und Dienstgemeinschaft mit Nachwuchsproblemen zu kämpfen. Daher mussten die Diakonissen 1969 den Betrieb der Evangelischen Elisabeth Klinik an den Verein zur Errichtung evangelischer Krankenhäuser abgeben. Dieser heißt heute Paul Gerhard Diakonie und tritt unter der Marke Johannesstift Diakonie auf. Das Diakonissenhaus auf dem Gelände der Klinik wurde 2007 abgerissen. Für die einstigen Diakonissen kommt heute die evangelische Kirche auf.
In den 1960er und 1970er Jahren entwickelte sich die Notaufnahme zu einer Anlaufstelle für Suchtkranke. Der Grund hierfür war die zentrale Lage im Stadtzentrum. In den 1980er Jahren gab es mehrmals Pläne, die Evangelische Elisabeth Klinik zu schließen. Letztendlich wurden diese aufgrund öffentlichen Drucks aber nicht realisiert.

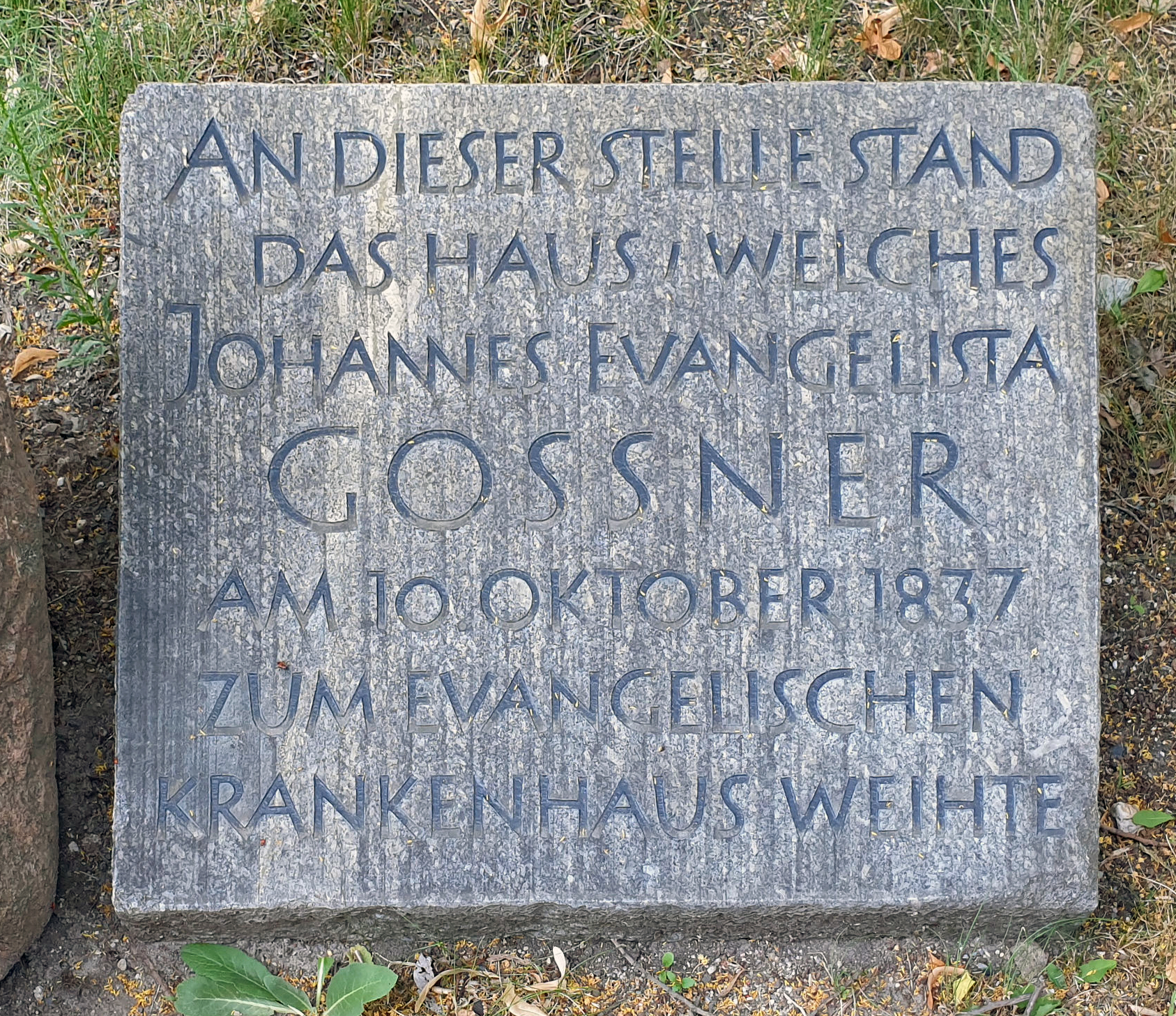
Gedenktafel
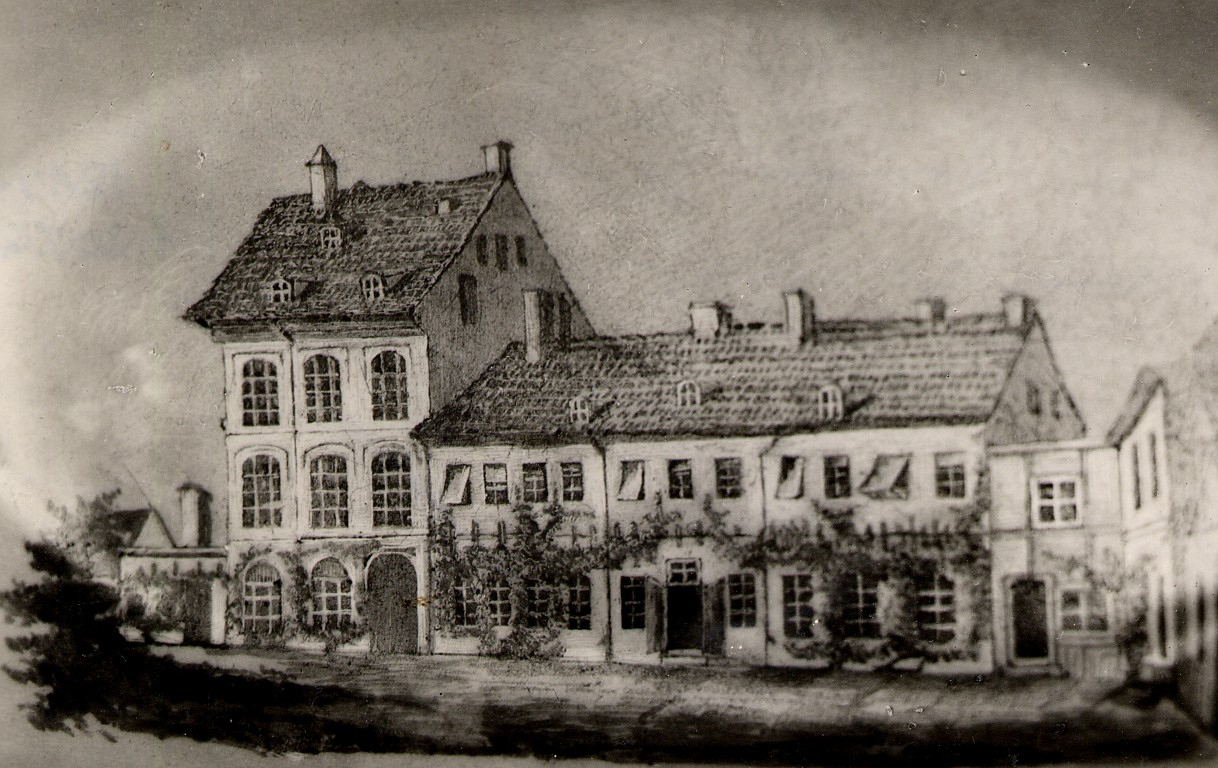
Darstellung des historischen Elisabethkrankenhauses
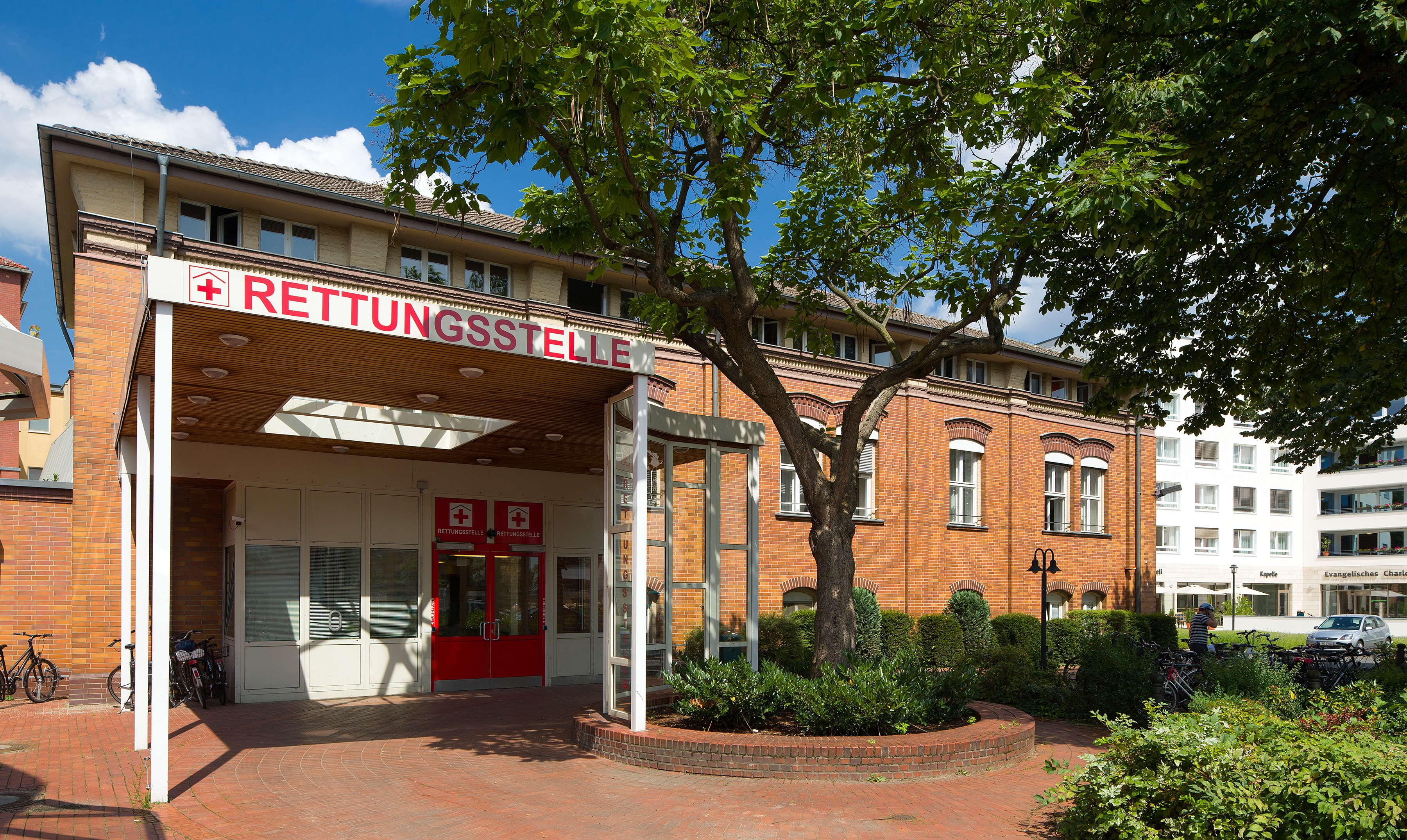
Rettungsstelle der Evangelischen Elisabeth Klinik (2014)
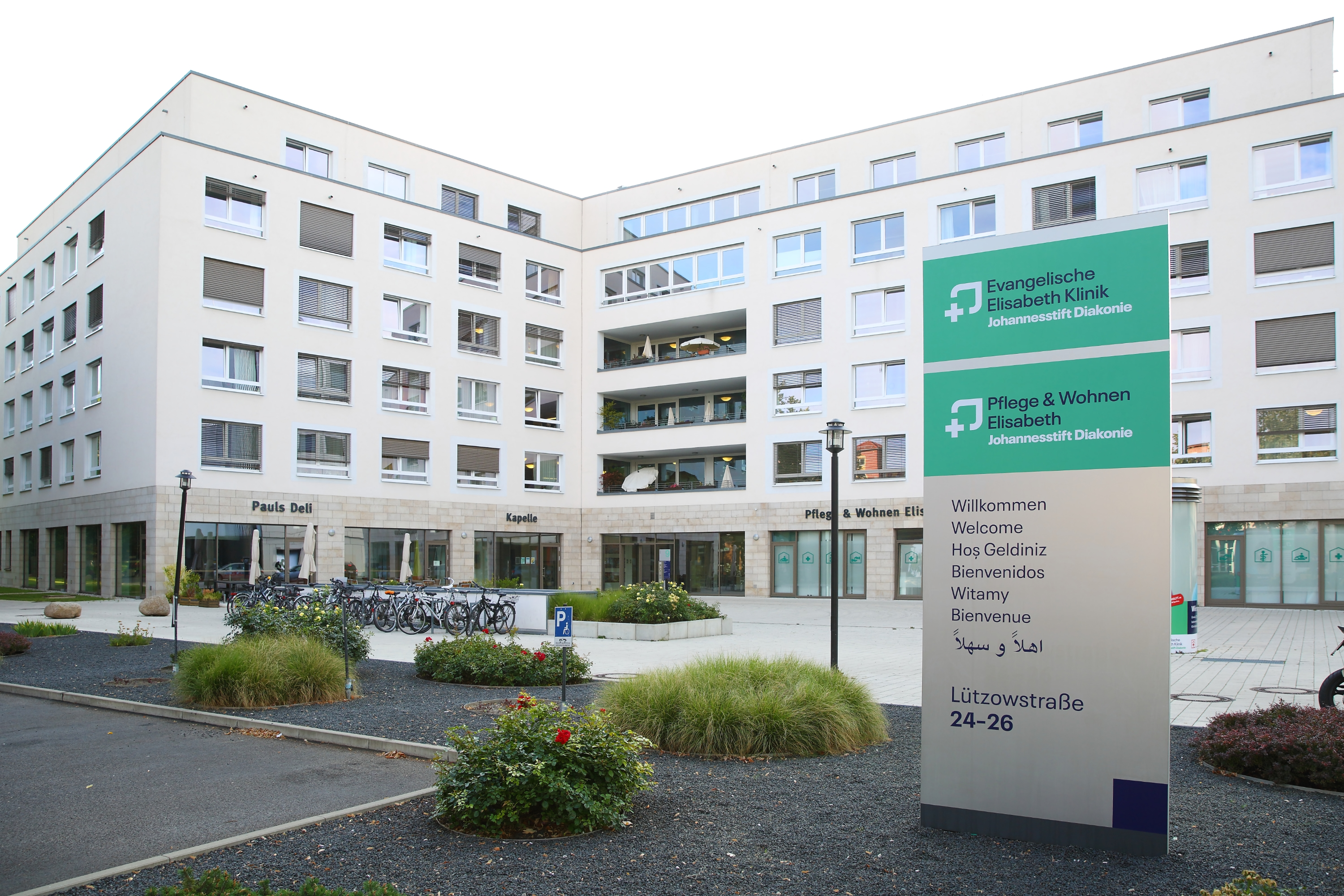
Außenansicht des Pflegeheims „Pflege und Wohnen Elisabeth“ (2019)
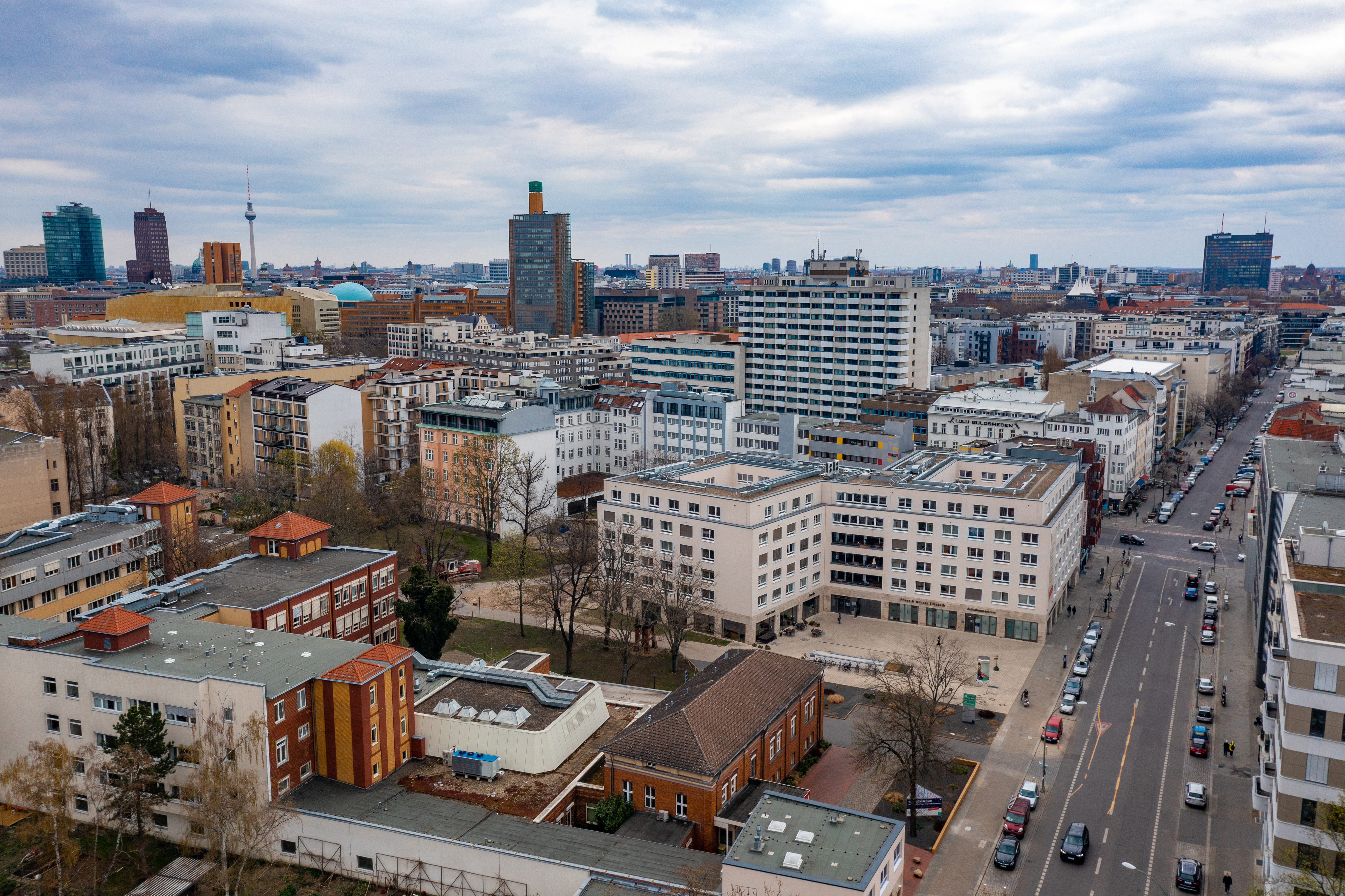
Luftbild zur Lage in Berlin

## Organisationsstruktur
Die Evangelische Elisabeth Klinik wird in der Rechtsform der gGmbH betrieben. Als gemeinnützige Gesellschaft verfolgt sie ausschließlich und unmittelbar steuerbegünstigte Zwecke im Sinne der Abgabenordnung. Ungeachtet der evangelischen Tradition erfolgt die Untersuchung und Behandlung von Patienten ohne Rücksicht auf deren Konfession. Alleinige Gesellschafterin der Evangelischen Elisabeth Klinik ist die Johannesstift Diakonie gAG. Die Geschäftsführung hat Frederike Fürst übernommen.
Die Evangelische Elisabeth Klinik ist seit 2004 mit dem Gütesiegel KTQ für Transparenz und Qualität im Gesundheitswesen zertifiziert. Seit 2007 trägt sie ein BUND-Gütesiegel für energiesparende Krankenhäuser.
Seit 1984 wird die Klinik durch einen Förderverein unterstützt. Dieser wurde ins Leben gerufen, um auf die damals drohende Schließung aufmerksam zu machen. Der Förderverein führte mehrere medienwirksame Kampagnen durch.

## Medizinisches Spektrum
Die Evangelische Elisabeth Klinik ist ein Plankrankenhaus des Landes Berlin und hat nach Angaben der Behörden derzeit 169 Betten. Davon entfallen 105 auf die Chirurgie und 64 auf die Innere Medizin. Jährlich werden mehr als 7.000 Patienten stationär und 16.000 Patienten ambulant versorgt. Mittlerweile gibt es auch eine Video-Sprechstunde. Gemessen an der Bette- und Patientenzahl zählt die Evangelische Elisabeth Klinik zu den mittelgroßen Krankenhäusern in Deutschland.
Rund 330 Ärzte und Pflegekräfte arbeiten für die Klinik. Sie sind in folgenden Fachabteilungen tätig:
- Allgemein-, Viszeral- und Laserchirurgie
- Anästhesie und Intensivmedizin
- Innere Medizin
- Orthopädie und Unfallchirurgie
- Plastische Chirurgie und Handchirurgie

Das Leistungsspektrum der Klinik wird durch das Medizinische Versorgungszentrum (MVZ) für Radiologische Diagnostik sowie durch eine Hausarztpraxis auf dem Gelände an der Potsdamer Straße ergänzt.